# Big Brother Brasil 20
Big Brother Brasil 20 foi a vigésima temporada do reality show brasileiro Big Brother Brasil, exibida pela TV Globo entre 21 de janeiro a 27 de abril de 2020, com 98 dias de confinamento. Foi apresentada por Tiago Leifert, com direção geral de Rodrigo Dourado, e direção de gênero de José Bonifácio de Oliveira, o Boninho. Essa foi a primeira temporada a ter uma mescla de confinados anônimos e famosos como participantes do programa.
No décimo Paredão da edição, foi constatada a maior votação da história do programa, com exatos 1 532 944 337 votos na disputa entre os participantes Felipe Prior, Manu Gavassi e Mari Gonzalez, superando o sexto Paredão da mesma edição, que até então detinha o recorde. Tal feito entrou para o Guinness World Records como "A maior quantidade de votos do público conseguidos por um programa de televisão", superando o talent show estadunidense American Idol. O recorde também foi mencionado no Jornal Nacional, e foi matéria na revista eletrônica estadunidense Variety. Além dos recordes angariados ao longo da temporada, a final teve a maior audiência em dez anos e um acúmulo de 165 milhões de telespectadores alcançados nos três meses de confinamento. 
A edição terminou com a vitória da médica anestesiologista Thelma Assis, que recebeu 44,10% dos votos, e faturou o prêmio máximo de R$ 1,5 milhão sem desconto de impostos, e um carro Fiat Toro Ultra. Foi a quarta vez que o Big Brother Brasil teve apenas mulheres na final.

## Exibição
O programa foi exibido diariamente pela TV Globo e pelo Multishow, tendo nesse último flashes ao vivo de 30 minutos após a transmissão pela TV aberta. A transmissão também foi realizada em pay-per-view 24 horas por dia, em várias operadoras de TV por assinatura. Pela internet, foi exibido pelo Globosat Play para os assinantes do PPV, e no Globoplay, para assinantes da Globo.com.[carece de fontes?]
A temporada foi a mais longa exibida pela emissora até então, encerrando com 98 episódios em 27 de abril de 2020, sendo posteriormente superada pelas quatro edições seguintes, que tiveram 100 episódios cada. Inicialmente com data de término prevista para 23 de abril de 2020, a TV Globo tomou a decisão de prolongar a edição após a cobrança dos telespectadores nas redes sociais e o sucesso da edição em audiência e repercussão, além da parte comercial. Estudos criteriosos da emissora, então, determinaram que seria possível o esticamento por mais quatro dias, respeitando as normas de segurança estabelecidas no combate ao COVID-19 no Brasil.

## O Jogo

### Seleção dos participantes
As inscrições online para as seletivas regionais e nacional puderam ser feitas a partir de 9 de abril de 2019. As seletivas regionais foram realizadas em dez cidades brasileiras.
| Data             | Cidade         |
| ---------------- | -------------- |
| junho de 2019    | Goiânia        |
| junho de 2019    | Campo Grande   |
| agosto de 2019   | Porto Alegre   |
| agosto de 2019   | Curitiba       |
| setembro de 2019 | Recife         |
| setembro de 2019 | Fortaleza      |
| outubro de 2019  | Rio de Janeiro |
| outubro de 2019  | Belém          |
| outubro de 2019  | Belo Horizonte |
| novembro de 2019 | São Paulo      |

### A Casa
A decoração da casa prestará uma homenagem às 19 edições anteriores do programa. Os cômodos relembrarão parte da história do programa, com, além do tema, objetos e ícones desta e de outras edições por todos os ambientes.
A sala terá o tema Selva (inspirada em um dos quartos do Big Brother Brasil 12), decorada com plantas e almofadas de estampas animais. A casa terá duas cozinhas, sendo uma dentro da casa para o grupo VIP, com o tema Sibéria (inspirada em um dos quartos do Big Brother Brasil 14), em cores frias e tons de azul, e a outra na parte externa para o grupo Xepa, em tons de amarelo e cinza. Um dos quartos terá o tema Céu (inspirado no confessionário do Big Brother Brasil 2) e o outro Vila (inspirado no tema da casa do Big Brother Brasil 17). Já o banheiro terá o tema Praia (inspirado em um dos quartos do Big Brother Brasil 12). A despensa terá o tema Espelho (inspirada em um dos quartos do Big Brother Brasil 9) e o confessionário terá uma releitura do tema Brechó (inspirado em um dos quartos do Big Brother Brasil 13), com diversos objetos de decoração utilizados em edições anteriores.
A parte externa terá decoração inédita, colorida de azul, amarelo e vermelho, e contará com banheira de hidromassagem e estrelas parecidas com as da Calçada da Fama, em Hollywood, contendo os nomes dos 19 campeões do Big Brother Brasil no caminho para a porta de saída da casa. Com uma base de estrela, o Big Fone será iluminado de cores diferentes sempre que o aparelho tocar. A academia contará com papéis adesivos coloridos (inspirada na sala da casa do Big Brother Brasil 8).

### Participantes inscritos e convidados
Em 6 de janeiro de 2020, foi anunciado que a vigésima temporada do programa terá uma mescla de dois grupos diferentes, os participantes inscritos (Grupo Pipoca) e os participantes convidados (Grupo Camarote). Os participantes inscritos serão anônimos que se inscreveram e participaram de seleções em todo o Brasil, enquanto os participantes convidados serão famosos de diversas áreas de atuação que receberam convite da produção do programa.

### Divisão por muro
Durante o primeiro dia de confinamento, um muro dividiu a casa entre os inscritos (Grupo Pipoca) e os convidados (Grupo Camarote). Os dois grupos podiam apenas se comunicar por voz, sem contatos físicos e visuais, assim como ocorreu na primeira semana do Big Brother Brasil 9 e na sexta semana do Big Brother Brasil 17. No programa de estreia, foi realizada uma prova de imunidade, simultaneamente nos dois lados do muro, onde o grupo vencedor (Pipoca) ganhou imunidade no primeiro Paredão. No segundo dia de confinamento, o muro foi retirado e os participantes dos dois grupos passaram a conviver juntos.

### Casa de Vidro
Em 21 de janeiro de 2020, no programa de estreia, o apresentador Tiago Leifert confirmou que a vigésima temporada teria o retorno da Casa de Vidro, que já foi utilizada anteriormente no Big Brother Brasil 9, no Big Brother Brasil 11 e no Big Brother Brasil 13. Em 29 de janeiro de 2020, foi anunciado que a Casa de Vidro iniciaria em 1º de fevereiro de 2020 e ficaria localizada no Via Parque Shopping, no Rio de Janeiro. Quatro candidatos anônimos, dois homens e duas mulheres, disputaram as duas últimas vagas do programa, sendo que o homem e a mulher mais votados pelo público entrariam na casa do BBB na madrugada do dia 5 de fevereiro de 2020. Os mais votados pelo público para ganharem as duas vagas finais no jogo foram Ivy Moraes, das mulheres; e Daniel Lenhardt, dos homens.
| Candidato                | Idade | Ocupação                      | Origem                           | Resultado     |
| ------------------------ | ----- | ----------------------------- | -------------------------------- | ------------- |
| Ivy Moraes Barbosa       | 27    | Modelo                        | Belo Horizonte, Minas Gerais     | Escolhida     |
| Renata Dornelles Furtado | 32    | Professora de Educação Física | Campo Grande, Mato Grosso do Sul | Não escolhida |
|                          |       |                               |                                  |               |
| Daniel Caon              | 26    | Compositor                    | Linhares, Espírito Santo         | Não escolhido |
| Daniel Xavier Lenhardt   | 22    | Ator                          | Selbach, Rio Grande do Sul       | Escolhido     |

### Quarto Branco
Em 4 de março de 2020, o site oficial da atração confirmou que o Quarto Branco, anteriormente utilizado no Big Brother Brasil 9 e no Big Brother Brasil 10, retornaria nesta edição na sétima semana de confinamento e iniciaria no dia 6 de março de 2020. O Quarto Branco consistia num quarto pequeno, com paredes revestidas por almofadado branco, piso branco e um botão com luz rotativa ao centro. Os residentes, que deviam usar também vestimentas em cor branca, dispunham de três camas, um gaveteiro, um frigobar e um pequeno banheiro. Na sua utilização em 2020, o Quarto Branco passou a ter um teto que se move e desce, deixando o cômodo ainda mais assustador e claustrofóbico para os confinados.
Em 5 de março de 2020, o apresentador Tiago Leifert anunciou que o Castigo do Monstro da sétima semana consistiria na ida de três participantes ao Quarto Branco. O anjo da semana (Ivy) deveria escolher um participante (Felipe) para o castigo, que por sua vez deveria selecionar outros dois (Gizelly e Manu) para irem ao Quarto Branco com ele. Os três participantes entraram no quarto em uma sexta-feira, no dia 6 de março de 2020, e ficariam no quarto até o domingo, quando seriam automaticamente indicados ao Paredão, exceto se um deles se sacrificasse e apertasse o botão no centro do cômodo, fazendo com que os outros dois se livrassem do Paredão. Dessa forma, era possível que o Paredão da semana tivesse até cinco indicados, uma vez que os três participantes do Quarto Branco se juntariam aos indicados do Líder e da casa caso ninguém apertasse o botão, e a prova "Bate e Volta" não seria realizada. No primeiro dia no Quarto Branco, Manu apertou o botão e foi automaticamente indicada ao Paredão, salvando Felipe Prior e Gizelly e liberando os três participantes do quarto.

### #FeedBBB
Nesta temporada, os confinados tiveram acesso, pela primeira vez, a um celular dentro da casa. No entanto, o aparelho irá mostrar apenas o que acontece dentro do reality show, por meio do #FeedBBB. Com o aparelho, os participantes fizeram login em um aplicativo exclusivo em que poderiam produzir pequenos vídeos, registros fotográficos e até mesmo colocar stickers em suas fotos. Todas as postagens foram publicadas no #FeedBBB, disponível e atualizado em tempo real na tela da sala de estar e também para o público nas redes oficiais do programa. Os participantes poderiam utilizar o telefone celular por tempo determinado pelo programa e, além de compartilharem conteúdos, eles poderão ver o que os oponentes divulgaram.
O Queridômetro, onde os participantes avaliam uns aos outros através de corações, continuou no programa, porém com uma novidade. Até a temporada anterior, somente o público tinha acesso às avaliações, porém, nessa temporada, os próprios participantes tiveram acesso a essas informações, que foram também expostas no #FeedBBB. Os confinados também ganharam mais opções de emojis para utilizarem nas avaliações dos colegas, o que desencadeou mais discussões e alianças dentro da casa.

### Líder com superpoderes
Além dos poderes tradicionais, como indicar um participante direto ao Paredão, escolher quem frequentaria o cinema do Líder e, sempre que o jogo solicitar, usar o Poder do Não para vetar confinados de participarem de provas, o Líder da semana também teve "superpoderes" inéditos nessa temporada. Dentre os "superpoderes" do Líder, estava a responsabilidade de definir quais participantes ficariam na Xepa e quais seriam do grupo VIP na hora da alimentação. O grupo VIP tem uso exclusivo da cozinha interna da casa e um cardápio mais completo, enquanto o grupo Xepa fica restrito à cozinha da área externa e a um cardápio limitado. Além disso, apenas quem for do grupo VIP tem o direito de entrar no quarto do Líder e desfrutar de todas as regalias do ambiente. Se a casa não praticar o uso responsável do consumo de água e atingir o limite estipulado pelo programa, todos os participantes ficarão na Xepa, inclusive o Líder e os integrantes do grupo VIP.
Nessa temporada, também, o Líder ganhou uma festa com tema exclusivo. Além da tradicional festa semanal, ocorreu a festa do Líder, realizada ao final do reinado do participante soberano, anfitrião da comemoração. O tema era inspirado em algum momento que marcou a vida do participante, ou até mesmo algo que ele não viveu, mas adoraria ter vivido, sendo que o tema será uma surpresa para todos, inclusive para o Líder, até o dia da confraternização. Já as tradicionais festas semanais tiveram como tema "os opostos se atraem", trazendo novos assuntos e elementos antagônicos entre si a cada semana.

### Castigo do Monstro
O Castigo do Monstro desta edição prestou uma homenagem às 19 edições anteriores do programa. A cada semana, o Castigo do Monstro relembrou parte da história do programa.
| Semana | Anjo        | Castigados | Monstro | Inspirado em                                                     | Ref.          |
| ------ | ----------- | ---------- | --- | ---------------------------------------------------------------- | ------------- |
| 1      | Mari        | Chumbo     | Abacaxi: Vestidos com uma fantasia da fruta, cada um tem que segurar e cuidar de uma réplica de abacaxi. | Prova da Comida do Big Brother Brasil 1                          | [ 35 ]        |
| 1      | Mari        | Hadson     | Abacaxi: Vestidos com uma fantasia da fruta, cada um tem que segurar e cuidar de uma réplica de abacaxi. | Prova da Comida do Big Brother Brasil 1                          | [ 35 ]        |
| 2      | Babu        | Bianca     | Tina: As "presenteadas" com o Monstro andam pela casa vestidas como a ex-BBB Tina, com pijama e perucas loiras, e devem bater as tampas por toda casa ao ouvir os barulhos das panelas.                                                                     | Ex-participante Tina, do Big Brother Brasil 2                    | [ 36 ]        |
| 2      | Babu        | Mari       | Tina: As "presenteadas" com o Monstro andam pela casa vestidas como a ex-BBB Tina, com pijama e perucas loiras, e devem bater as tampas por toda casa ao ouvir os barulhos das panelas.                                                                     | Ex-participante Tina, do Big Brother Brasil 2                    | [ 36 ]        |
| 3      | Lucas       | Daniel     | O "coqueiro": Enquanto um dará vida ao coqueiro, o outro interpretará o ex-BBB Daniel. E o que será necessário fazer? Coreografias animadas e inusitadas ao redor da planta.                                                                                | Ex-participante Daniel, do Big Brother Brasil 11                 | [ 37 ] [ 38 ] |
| 3      | Lucas       | Pyong      | O "coqueiro": Enquanto um dará vida ao coqueiro, o outro interpretará o ex-BBB Daniel. E o que será necessário fazer? Coreografias animadas e inusitadas ao redor da planta.                                                                                | Ex-participante Daniel, do Big Brother Brasil 11                 | [ 37 ] [ 38 ] |
| 4      | Victor Hugo | Bianca     | Pipocas: Duas pessoas vão se vestir de pipoca e, ao ouvir o sinal, devem mostrar toda sua animação pulando dentro das panelas até que o som acabe. | Castigo do Monstro do Big Brother Brasil 10                      | [ 39 ] [ 40 ] |
| 4      | Victor Hugo | Flayslane  | Pipocas: Duas pessoas vão se vestir de pipoca e, ao ouvir o sinal, devem mostrar toda sua animação pulando dentro das panelas até que o som acabe. | Castigo do Monstro do Big Brother Brasil 10                      | [ 39 ] [ 40 ] |
| 5      | Pyong       | Babu       | Guardas do Líder: Vestidos como guardas do Líder, os dois castigados deverão se revezar em pé na guarita. O tempo de revezamento ficará a critério dos brothers. Mas atenção, a guarita nunca poderá ficar vazia, deverá sempre ter, pelo menos, um guarda. | Castigo do Monstro do Big Brother Brasil 8                       | [ 41 ]        |
| 5      | Pyong       | Felipe     | Guardas do Líder: Vestidos como guardas do Líder, os dois castigados deverão se revezar em pé na guarita. O tempo de revezamento ficará a critério dos brothers. Mas atenção, a guarita nunca poderá ficar vazia, deverá sempre ter, pelo menos, um guarda. | Castigo do Monstro do Big Brother Brasil 8                       | [ 41 ]        |
| 6      | Guilherme   | Manu       | Algemas da Paixão: Inspirado na novelinha Algemas da Paixão, protagonizada por Manu e Thyrso, os castigados devem se se vestir de coração e andar sempre algemados.                                                                                         | Ex-participantes Manuela e Thyrso, do Big Brother Brasil 2       | [ 42 ]        |
| 6      | Guilherme   | Pyong      | Algemas da Paixão: Inspirado na novelinha Algemas da Paixão, protagonizada por Manu e Thyrso, os castigados devem se se vestir de coração e andar sempre algemados.                                                                                         | Ex-participantes Manuela e Thyrso, do Big Brother Brasil 2       | [ 42 ]        |
| 7      | Ivy         | Felipe     | Quarto Branco: O escolhido do Anjo seleciona mais dois participantes para o castigo. No Quarto, há a opção de apertar o botão e se sacrificar pelos demais ou colocar os três no Paredão.                                                                   | Quarto Branco do Big Brother Brasil 9 e do Big Brother Brasil 10 | [ 27 ]        |
| 7      | Ivy         | Gizelly    | Quarto Branco: O escolhido do Anjo seleciona mais dois participantes para o castigo. No Quarto, há a opção de apertar o botão e se sacrificar pelos demais ou colocar os três no Paredão.                                                                   | Quarto Branco do Big Brother Brasil 9 e do Big Brother Brasil 10 | [ 27 ]        |
| 7      | Ivy         | Manu       | Quarto Branco: O escolhido do Anjo seleciona mais dois participantes para o castigo. No Quarto, há a opção de apertar o botão e se sacrificar pelos demais ou colocar os três no Paredão.                                                                   | Quarto Branco do Big Brother Brasil 9 e do Big Brother Brasil 10 | [ 27 ]        |
| 8      | Daniel      | Flayslane  | Iarnuou: Vestidos como a Solange do BBB4, os castigados devem carregar suas gaiolas para todo canto da casa e, ao ouvirem o hit "Iarnuou", devem permanecer sentados no jardim até a música parar.                                                          | Ex-participante Solange, do Big Brother Brasil 4                 | [ 43 ]        |
| 8      | Ivy         | Thelma     | Iarnuou: Vestidos como a Solange do BBB4, os castigados devem carregar suas gaiolas para todo canto da casa e, ao ouvirem o hit "Iarnuou", devem permanecer sentados no jardim até a música parar.                                                          | Ex-participante Solange, do Big Brother Brasil 4                 | [ 43 ]        |
| 9      | Rafa        | Daniel     | Estátuas Gregas: Os escolhidos precisam se vestir como estátuas gregas, carregar uma tocha e um livro durante todo o tempo e, ao sinal sonoro, ir para a área externa.                                                                                      | Prova do Líder do Big Brother Brasil 3                           | [ 44 ]        |
| 9      | Rafa        | Ivy        | Estátuas Gregas: Os escolhidos precisam se vestir como estátuas gregas, carregar uma tocha e um livro durante todo o tempo e, ao sinal sonoro, ir para a área externa.                                                                                      | Prova do Líder do Big Brother Brasil 3                           | [ 44 ]        |
| 10     | Marcela     | Babu       | Asa-Delta: Ao ouvir o sinal sonoro, os escolhidos vão para a área externa e simulam um voo. | Prova do Líder do Big Brother Brasil 15                          | [ 45 ]        |
| 10     | Marcela     | Felipe     | Asa-Delta: Ao ouvir o sinal sonoro, os escolhidos vão para a área externa e simulam um voo. | Prova do Líder do Big Brother Brasil 15                          | [ 45 ]        |
| 11     | Gabi        | Gizelly    | Maratona de Dança: Vestidos de globo espelhado, os castigados devem arrasar na pista de dança posicionada no lado de fora da casa cada vez que ouvirem a música tocar.                                                                                      | Prova do Líder do Big Brother Brasil 1                           | [ 46 ]        |
| 11     | Gabi        | Marcela    | Maratona de Dança: Vestidos de globo espelhado, os castigados devem arrasar na pista de dança posicionada no lado de fora da casa cada vez que ouvirem a música tocar.                                                                                      | Prova do Líder do Big Brother Brasil 1                           | [ 46 ]        |

### "Bate e Volta"
Em 23 de janeiro de 2020, foi anunciado que a vigésima temporada do programa passará a ter uma prova inédita chamada "Bate e Volta", a ser realizada ao vivo nos domingos de votação, cujo vencedor terá a chance de se salvar do Paredão. A prova será disputada por alguns dos participantes indicados para o Paredão (com exceção do indicado pelo Líder, cuja decisão é soberana), logo após a votação da casa. Somente o público terá conhecimento prévio de quem irá disputar a prova "Bate e Volta" até a sua realização.

### Contragolpe
Introduzido nesta temporada, o "Contragolpe" é um poder surpresa concedido a um participante emparedado, que tem a oportunidade de indicar automaticamente mais um participante com quem queira disputar o Paredão. Somente o público terá conhecimento prévio de quem terá o poder até a sua utilização no domingo de votação.

## Recordes
Detentora de sete das dez maiores votações do programa, o Big Brother Brasil 20 entrou para o Guinness World Records após o recorde de 1 532 944 337 votos no Paredão disputado por Felipe Prior, Manu Gavassi e Mari Gonzalez, tomando o lugar do talent show estadunidense American Idol quanto à maior votação pública televisiva já ocorrida. Como reconhecimento, a publicação estadunidense Variety chamou o recorde de "colossal". No sexto Paredão da edição, foi registrada a terceira maior votação do programa, com exatos 416 649 126 votos na disputa entre os participantes Gizelly Bicalho, Guilherme Napolitano e Pyong Lee. No oitavo Paredão da edição, disputado por Babu Santana, Pyong Lee e Rafa Kalimann, foi registrada a quarta maior votação do programa com 385 milhões de votos e o recorde de votação simultânea por minuto, com 1 479 000 votos por minuto, número superado no oitavo paredão da edição seguinte. No décimo sexto Paredão da edição, disputado por Babu Santana, Manu Gavassi e Mari Gonzalez, foi registrada a quinta maior votação do programa com 359 milhões de votos. No décimo segundo Paredão da edição, disputado por Babu Santana, Flayslane Raiane e Marcela Mc Gowan, foi registrada a sexta maior votação do programa com 295 milhões de votos. No décimo sétimo Paredão da edição, disputado por Babu Santana, Rafa Kalimann e Thelma Assis, foi registrada a oitava maior votação do programa com 236 milhões de votos. No décimo quarto Paredão da edição, disputado por Babu Santana, Gizelly Bicalho e Mari Gonzalez, foi registrada a nona maior votação do programa com 230 milhões de votos. No décimo primeiro Paredão da edição, disputado por Babu Santana, Gabi Martins e Thelma Assis, foi registrada a décima segunda maior votação do programa com 155 milhões de votos.

## Controvérsias

### Acusações de assédio

#### Petrix Barbosa
Durante a festa "Os Opostos se Atraem", na madrugada de 25 de janeiro de 2020, o participante Petrix Barbosa foi em direção de Bianca Andrade, aparentemente embriagada, para abraçá-la após o desentendimento com a participante Rafa Kalimann, quando, em determinado momento, Petrix sacode o corpo de Bianca e apalpa os seios da empresária. A atitude de Petrix causou revolta nas redes sociais por telespectadores que viram o ato como um suposto assédio contra Bianca, e a hashtag "#PetrixExpulso" entrou para os trending topics do Twitter após o incidente, com pedidos de internautas solicitando a expulsão do participante pela produção. No programa do dia 25 de janeiro de 2020, que repercutiu o que aconteceu durante a festa, a cena em questão foi exibida durante o compacto da edição, no entanto, o apresentador Tiago Leifert seguiu o programa normalmente sem fazer qualquer tipo de comentário ou mostrar qualquer conversa com Petrix ou com Bianca, gerando ainda mais protestos nas redes sociais. No programa do dia 26 de janeiro de 2020, foi exibida a cena em que Bianca foi chamada ao confessionário para ser questionada por um membro da produção do programa acerca dos acontecimentos da festa, na qual afirmou não ter sentido qualquer desconforto com a atitude do ginasta. O apresentador Tiago Leifert finalizou dizendo que, além da resposta da participante, a produção reanalisou as imagens e concluiu que não houve "elementos suficientes" para punir Petrix.
Entretanto, o assunto voltou à tona quando Petrix foi acusado por telespectadores de assediar Bianca novamente após a eliminação de Lucas Chumbo, na noite de 28 de janeiro de 2020, quando, em um momento de conversa, o ginasta se esfrega no quadril da empresária durante um abraço. Já na madrugada de 30 de janeiro de 2020, durante a festa do Líder, Petrix causou mais uma controvérsia ao rebolar e encostar suas partes íntimas na cabeça de Flayslane Raiane, que estava ajoelhada e, aparentemente embriagada. Após as atitudes de Petrix repercutirem nas redes sociais, o apresentador Tiago Leifert revelou para o público, durante o programa de 30 de janeiro de 2020, que o ginasta foi advertido no confessionário por volta das 19 horas do mesmo dia, devido ao seu comportamento. No entanto, a cena de Petrix no confessionário não foi exibida para o público.
Em 1º de fevereiro de 2020, a Polícia Civil do Estado do Rio de Janeiro, através da Delegacia Especial de Atendimento à Mulher (DEAM) de Jacarepaguá, informou que abriu um procedimento para apurar os atos de Petrix, diante das denúncias por parte dos telespectadores e dos fatos veiculados na mídia. Em 3 de fevereiro de 2020, a Delegacia Especial de Atendimento à Mulher (DEAM) de Jacarepaguá entregou uma intimação ao departamento jurídico da TV Globo, solicitando depoimento de Petrix, ainda confinado, para o dia 7 de fevereiro de 2020. Como Petrix já havia sido indicado ao Paredão da semana, a polícia afirmou que caso ele fosse eliminado pelo público através da votação, poderia ser ouvido após a eliminação. Em 7 de fevereiro de 2020, três dias após ser eliminado do programa, Petrix depôs sobre as acusações de assédio na Delegacia Especial de Atendimento à Mulher (DEAM) de Jacarepaguá, no Rio de Janeiro.
Em entrevista ao jornal Folha de S.Paulo, em 7 de fevereiro de 2020, a delegada titular Gisele do Espírito Santo disse que o caso ainda não estava em fase de inquérito e que o depoimento de Petrix fazia parte de um procedimento preliminar. A delegada também esclareceu que Petrix poderá ser enquadrado no crime de importunação sexual, e não no crime de assédio sexual como foi amplamente divulgado. Ainda na entrevista, a delegada ressaltou que Bianca e Flayslane prestarão depoimentos quando deixarem o programa, e que o inquérito poderá ser aberto independentemente da representação das vítimas contra Petrix, uma vez que o caso se trata de ação penal pública incondicionada.

#### Pyong Lee
Durante a festa "Guerra e Paz", na madrugada de 9 de fevereiro de 2020, o participante Pyong Lee, aparentemente embriagado, apalpou as nádegas de Flayslane Raiane e tentou beijar Marcela Mc Gowan sem o seu consentimento, o que causou a revolta de telespectadores que viram os atos do hipnólogo como supostos assédios contra Flayslane e Marcela. Consternados com a atitude do participante, usuários do Twitter subiram as hashtags "#ForaPyong" e "#PyongExpulso". No programa de 9 de fevereiro de 2020, que repercutiu o que aconteceu durante a festa, as cenas em questão foram exibidas no compacto na edição. Logo após a exibição das cenas, o apresentador Tiago Leifert comunicou que Flayslane, Marcela e Pyong foram chamados individualmente ao confessionário, durante o dia, para serem questionados por um membro da produção do programa acerca dos acontecimentos da festa. Nas cenas do confessionário, exibidas para o público, Flayslane e Marcela afirmaram não terem sentido qualquer desconforto com a atitude do hipnólogo, enquanto Pyong foi advertido e admitiu ter "passado do ponto", desculpando-se pelos atos e tendo as estalecas zeradas como punição.
Em 11 de fevereiro de 2020, a Polícia Civil do Estado do Rio de Janeiro, através da Delegacia Especial de Atendimento à Mulher (DEAM) de Jacarepaguá, informou que foi realizado um registro de investigação policial para apurar os atos de Pyong, motivado pela repercussão das redes sociais e dos fatos veiculados na mídia. Catarina Noble, delegada titular da Delegacia Especial de Atendimento à Mulher (DEAM) de Jacarepaguá, afirmou também que Flayslane, Marcela e Pyong serão ouvidos assim que deixarem o programa, uma vez que a espera pelos depoimentos não afetará o andamento da investigação.
Em entrevista ao jornal O Globo, em 18 de fevereiro de 2020, a delegada Catarina Noble reiterou que, assim como no caso de Petrix Barbosa, o crime que está sendo apurado no caso de Pyong é o de importunação sexual, que até 2018 era considerado como importunação ofensiva ao pudor, e que o fato de os envolvidos estarem embriagados durante os episódios não muda e nem justifica a gravidade das ocorrências.

#### Daniel Lenhardt
Na madrugada de 25 de fevereiro de 2020, o participante Daniel Lenhardt aproximou-se de Gizelly Bicalho, a qual conversava no jardim com Victor Hugo Teixeira, Marcela Mc Gowan e Manu Gavassi, e colocou a mão esquerda na perna da participante e, em seguida, deu um tapa em suas nádegas. Seguidamente, Gizelly mostrou-se incomodada com a atitude de Daniel. Por conseguinte, os internautas, aflitos pelo possível assédio sexual, subiram a hashtag "#DanielExpulso" no Twitter na manhã do dia seguinte.

### Apologia à zoofilia
Na tarde do dia 26 de janeiro de 2020, os participantes Felipe Prior e Mari Gonzalez causaram polêmica ao discutirem sobre zoofilia. Durante a conversa, ambos compartilharam histórias que ouviram de pessoas próximas sobre a prática sexual com animais. O arquiteto e a influenciadora digital estavam à beira da piscina quando Felipe contou que muitos de seus colegas de trabalho relataram já ter cometido zoofilia: "Os peões da obra falaram que no Nordeste mandavam bala. Meu funcionário diz que chega na obra e fala 'quem nunca deu um talento na cabrinha', os caras dizem que a cabra até grita o nome". Mari questionou se esses homens usavam preservativo na hora do ato sexual e Felipe respondeu que eles não tinham esse tipo de precaução. Ela, então, disse a Felipe: "Tem gente que fica excitada mesmo. É anormal para nós, mas é normal para a pessoa e tudo bem também se a pessoa quer comer um animal".
Tais declarações repercutiram nas redes sociais, causando a revolta de telespectadores que subiram a hashtag “#ZoofiliaÉCrime” no Twitter, sob a justificativa de que não se deve normalizar tal prática. Ativistas dos direitos dos animais como Alexia Dechamps e Luisa Mell também repudiaram o diálogo de Felipe e Mari através de suas redes sociais, bem como o delegado e deputado estadual Bruno Lima, que pretende acionar o Ministério Público do Estado do Rio de Janeiro para apurar o suposto caso de apologia à zoofilia. Diante da repercussão do caso fora da casa, Felipe e Mari foram chamados ao confessionário na tarde do dia 27 de janeiro de 2020. A conversa entre os dois participantes com os produtores não foi transmitida para o público, no entanto, os telespectadores comentaram nas redes sociais que o arquiteto e a influenciadora digital deram a entender que levaram uma advertência sobre o assunto. Em 4 de fevereiro de 2020, o Ministério Público do Estado do Rio de Janeiro informou que encaminhou para a 32ª DP (Taquara) um pedido de instauração de inquérito policial em caráter de urgência para investigar as falas de Felipe e Mari a respeito de zoofilia.
Na madrugada de 12 de março de 2020, durante uma festa do Líder, Felipe e Daniel Lenhardt se desentenderam após o primeiro acusar o segundo de não ter se aproximado dele porque o gaúcho recebeu informações de telespectadores durante o confinamento na Casa de Vidro. Diante da insistência de Felipe para saber se Daniel tinha algo contra ele, o ator revelou que recebeu informações do público sobre a fala de zoofilia durante seu confinamento na Casa de Vidro e que isso o "machucou". O arquiteto então revoltou-se e acusou Daniel de querer voltar em um assunto que já tinha sido encerrado, e Daniel tentou apaziguar dizendo que não era um julgamento do público, mas, sim, próprio. Sendo acalmado por Babu Santana, Felipe explicou: "Meu funcionário me contou que as mulheres casadas, que nem na época do meu pai, eu falei é só voltar na reprise, antigamente era muito mais difícil de namorar, no Nordeste, meu funcionário me falou que tinha relacionamento com os animais, foi isso que eu disse. E o 'Alemão' [o funcionário] fala isso todo dia (sic)". No entanto, a justificativa de Felipe causou ainda mais controvérsia na internet por internautas e protetores da causa animal que reforçaram a suposta apologia à zoofilia. Consequentemente, o policial civil e ativista animal Felipe Becari criticou o participante, avaliando que ele associou a prática de zoofilia com a dificuldade de conseguir namorar e desrespeitou o povo nordestino.

### Acusações de agressão
Na noite de 1º de fevereiro de 2020, durante o programa ao vivo, o Big Fone tocou pela primeira vez na casa e os participantes Petrix Barbosa e Pyong Lee, que estavam na área externa, correram em direção ao telefone para atendê-lo, cuja mensagem seria indicar alguém imediatamente ao Paredão. Petrix conseguiu alcançar primeiro o Big Fone, no entanto, ao chocar-se contra Pyong na corrida, empurrou o ombro do hipnólogo, derrubando-o e saltando, em seguida, por cima de Pyong. Apesar de Pyong ter se machucado com a queda, o apresentador Tiago Leifert afirmou, em primeiro instante durante o programa, que o choque entre os dois participantes fazia "parte do jogo" e que não houve irregularidades. A atitude de Petrix causou controvérsia na internet, uma vez que alguns telespectadores consideraram o ato como uma suposta agressão contra Pyong, solicitando a expulsão do ginasta pela produção do programa através da hashtag “#PetrixExpulso” no Twitter.
Após a repercussão do caso nas redes sociais, o site oficial do programa emitiu um comunicado oficial na manhã do dia 2 de fevereiro de 2020, informando que a produção estava analisando se houve alguma irregularidade no choque entre o hipnólogo e o ginasta na corrida até o Big Fone. Durante o programa de 2 de fevereiro de 2020, o apresentador Tiago Leifert comunicou que, após análises da produção, foi constatado um "excesso de vontade beirando a imprudência" de ambos os participantes, refutando agressão por parte de Petrix contra Pyong. Leifert finalizou dizendo que, diante da impossibilidade de um consenso, a prova "Bate e Volta", que seria disputada por Petrix e o indicado pela casa, foi cancelada e os quatro indicados da semana (Babu Santana, Hadson Nery, Petrix e Pyong) seriam mandados direto para o Paredão, onde Petrix acabou eliminado.

### Racionamento de alimentos
Em 18 de fevereiro de 2020, a participante Thelma Assis acordou de madrugada chorando, dizendo que estava com fome e com dor no estômago. Em vídeo do Quarto Céu, é possível ouvir a voz de Thelma ao acordar por volta das 4h da manhã. "Gi, estou com fome, que horas são? Eu posso comer um biscoito?", perguntou a médica. "Que vontade de chorar." A médica chorou em seguida, sendo consolada pelas demais participantes. Vendo a situação de Thelma, Manu Gavassi e Gizelly Bicalho se prontificaram a doar seus biscoitos para ela. "Pode, Thelminha, come o meu [biscoito]", ofereceu Manu, sendo seguida por Gizelly na gentileza. "Passar fome é a pior desgraça do mundo, ainda mais quem sempre teve tudo", disse a advogada quando Thelma deixou o quarto. Tal fato gerou discussões, dentro e fora da casa, em que alguns participantes debocharam da médica anestesiologista. No Twitter foi levantada a tag "Fome não é entretenimento". As reclamações da participante seriam consequências da decisão do participante Lucas Gallina em não conceder as estalecas conquistadas por ele para as compras do grupo que estava na Xepa aquela semana, causando, assim, um racionamento de comida.

### Acusações de racismo

#### Manu Gavassi
Na tarde do dia 24 de fevereiro de 2020, a participante Manu Gavassi foi acusada de racismo após falar para a participante Marcela Mc Gowan que acha casais da mesma cor "esteticamente agradáveis". Com essa fala, internautas se manifestaram contra a possível fala preconceituosa da participante, tornando-se, assim, um dos assuntos mais comentados no Twitter. No dia 11 de maio, ao ser questionada sobre essa fala em uma entrevista para a UOL, Manu disse que estava falando sobre a paleta de cores e não da cor de pele de ambos e pediu desculpas pelo comentário. 
“Não tinha nada a ver com cor de pele o que eu falei do Daniel e da Marcela, tanto que depois eu fiz um outro comentário, até no mesmo dia, dizendo que também amava a paleta de cores da Thelminha com a Marcela. Elas estavam vestindo flores e deitadas juntas no chão. Mesmo assim, se eu fiz um comentário que ofendeu alguém, eu vou rever esse comentário e pedir desculpa por isso. A gente vive em uma sociedade racista, um país que é extremamente racista e que foi o último a abolir a escravidão. Temos resquícios disso até hoje. Eu sei muito bem que a gente tem que buscar cada vez mais se instruir, dar voz para essas pessoas e entender a nossa maneira de ajudar também. E quanto ao meu erro, não importa. Mesmo se eu não tive a intenção. Se eu ofendi uma pessoa, eu vou pedir desculpa.” 

#### Ivy Moraes
Na madrugada de 15 de março, em conversa no Quarto Vila com Pyong Lee e Gizelly Bicalho, a participante Ivy Moraes se mostrou surpresa ao ver um pente garfo que estava em cima da bancada, dizendo não saber do que se tratava. Ela questionou: "Quem que penteia o cabelo com um trem desse?", em seguida riu. O hipnólogo respondeu: "O Babu, gente. Só dá para fazer com esse o dele". Ivy zomba novamente e Pyong explica: "Porque é especial, não sei". Nessa hora Gizelly entrou na conversa: "Pra não acabar com os cachinhos, eu acho que é assim". Toda a conversa termina com os três rindo. Nas redes sociais muitos telespectadores se revoltaram e lançaram as hashtags #IvyRacista e #IvyExpulsa. O episódio em que Ivy é acusada de racismo, no entanto, não é isolado. Ela falou várias vezes que Babu Santana dá medo e insinuou que ele é um monstro. Por essas atitudes, fãs do reality show criaram o apelido "Adolf Ivy" para a participante, em alusão ao ditador nazista Adolf Hitler.
Em 1º de abril, Babu falava em conversa com algumas participantes sobre o significado das palavras preto e negro. "Negro quer dizer inimigo. Não tem nenhuma atribuição positiva a negro. O certo é preto", afirmou com o apoio de Thelma Assis. No meio da explicação é possível ouvir Ivy ao fundo: "Preto pra mim soa engraçado". A interrupção foi ignorada por Babu mas Thelma respondeu: "É a cor!". "Mas parece que é falta de respeito", disse Ivy. O vídeo do momento repercutiu muito na web e Ivy foi altamente criticada e considerada racista, mais uma vez, por tentar interromper a fala de Babu com essa declaração.

#### Gizelly Bicalho
Em 2 de abril, após a Prova do Líder, a participante Gizelly Bicalho fez um comentário sobre a maquiagem utilizada por Thelma Assis, comparando-a com o barro. Nas redes sociais, os internautas condenaram a atitude da advogada e acusaram-na de racismo. A atitude levou a hashtag "#GizellyRacista" aos assuntos mais comentados do Twitter. Por conseguinte, o perfil oficial do Twitter da Thelma manifestou-se acerca do ocorrido, dizendo: "Mais cedo, Gizelly teve uma fala que se enquadra como racismo estrutural. Apesar de afirmar que não é pela cor e sim pela quantidade de base que Thelma usa, ainda assim é uma fala racista."

### Erro na Prova do Anjo
Durante a Prova do Anjo no dia 29 de fevereiro de 2020, houve um erro que, por consequência, gerou uma repercussão nas redes sociais após telespectadores colocarem em dúvida o resultado. A prova, que era patrocinada pela empresa Above, tinha como objetivo de que colocar desodorantes coloridos em um suporte na sequência apontada por uma tabela, seguindo uma espécie de cronômetro e apertando um botão a cada passo que cumprirem.
Na prova inicial, houve uma falha no botão de Guilherme, o que o impediu de, possivelmente, vencer. Os participantes Daniel Lenhardt, Thelma Assis, Gabi Martins, Guilherme Napolitano, Manu Gavassi, Rafa Kalimann, Victor Hugo Teixeira e Felipe Prior disputaram a prova inicial e Thelma havia sido a mais eficiente na primeira etapa, mas o botão de Guilherme não estava funcionando corretamente. Em seguida, a emissora explicou a falha técnica que levou a Prova do Anjo a ser refeita. Em vídeo publicado no perfil oficial do programa, Guilherme apertou o botão quando faltavam dois segundos para zerar o cronômetro na prova.
Após a prova ser refeita, Guilherme venceu o Anjo, anulando o resultado de Thelma. Mesmo assim, a decisão da Globo gerou críticas de seguidores do programa, que mostraram um vídeo editado, que não mostra o instante em que Guilherme aperta o botão faltando dois segundos. A imagem destaca apenas o momento posterior. Consternados com a situação, internautas do Twitter subiram hashtags "#Manipulação" e "#Boninho".

### Coronavírus
Em decorrência da pandemia do novo coronavírus, um dos principais protocolos do programa foi quebrado, que é a ausência de informações externas aos participantes. O apresentador Tiago Leifert contou aos confinados, durante o programa de 16 de março de 2020, sobre a pandemia e também explicou o protocolo de prevenção adotado pela TV Globo para assegurar a saúde de todos, como a higienização das mãos e dos objetos que entram em contato com os participantes, o monitoramento de todas as pessoas que têm acesso à casa, o acompanhamento de equipe médica 24 horas, e a disponibilidade de um consumo maior de água. O programa também contou com a participação do infectologista Edimilson Migowski, que informou aos participantes como prevenir a contaminação, além de tirar dúvidas dos confinados, que ficaram surpresos com a notícia. Leifert fez questão de ressaltar várias vezes para que os participantes usassem os potes de álcool em gel deixados na casa e utilizassem o raio-x, no confessionário, para conscientizar a população e tranquilizar as famílias. Consequentemente, o programa deixou de ter plateia durante as eliminações ao vivo a partir de 17 de março de 2020, com somente um familiar de cada membro do paredão autorizado a ir aos estúdios para receber o eliminado. As festas semanais também passaram a ter apenas shows remotos, transmitidos por telão aos participantes. Além disso, nos estúdios onde Tiago Leifert apresenta o programa, o número de pessoas presentes foi cortado, só permanecendo no local quem for indispensável para a transmissão. A final não teve plateia e shows de convidados especiais, e contou com a transmissão ao vivo por vídeo dos participantes eliminados, direto de suas próprias casas.
Diante da declaração do surto como pandemia, foram levantadas várias hipóteses do destino do programa, tendo em vista o grande contingente de funcionários e produtores da atração e o anúncio das suspensões por tempo indeterminado dos programas Mais Você, Encontro com Fátima Bernardes e Se Joga. Na contramão desses fatos, a emissora decidiu seguir com o reality show no ar. O colunista Tony Goés, da Folha de S.Paulo, fez o questionamento: "A Globo fez bem em informar os participantes sobre a pandemia? O dado em si não altera o andamento do programa. Ninguém foi autorizado a visitar ou a conversar com a família, só a mandar mensagens e a saber que estão todos bem. Leifert até minimizou o drama, dizendo que nem a situação crítica da Itália interrompeu o Gran Fratello VIP, a versão local do reality. Os participantes devem estar mesmo entre as pessoas mais protegidas do país. Mas o BBB demanda uma equipe considerável, que precisa se deslocar até os Estúdios Globo todos os dias e interagir entre si. O que fazer, então? Interromper o BBB 20, ainda que temporariamente? Todos voltariam para suas casas e retornariam daqui a um ou dois meses – sabendo de todas as preferências do público e de tudo o que rolou nos paredões anteriores. Isto desvirtuaria o jogo, ou o deixaria, se não mais interessante, pelo menos diferente?". Com isso, essa edição do Big Brother Brasil foi o único reality show de confinamento exibido antes e depois do surgimento da pandemia no país.

## Shows e participações especiais
| Data                    | Artista/Banda             | Tema                                                                     | Ref.    |
| ----------------------- | ------------------------- | ------------------------------------------------------------------------ | ------- |
| 30 de janeiro de 2020   | Paulo Gustavo             | Cinema BBB: Minha Mãe É uma Peça 3                                       | [ 119 ] |
| 8 de fevereiro de 2020  | Alok                      | Festa Guerra e Paz                                                       | [ 120 ] |
| 18 de fevereiro de 2020 | Ingrid Guimarães          | Ação especial: Lojas Americanas                                          | [ 121 ] |
| 19 de fevereiro de 2020 | Isabella Cecchi (BBB 19)  | Ação especial: Usaflex                                                   | [ 122 ] |
| 19 de fevereiro de 2020 | Lucas Fernandes (BBB 18)  | Ação especial: Usaflex                                                   | [ 122 ] |
| 19 de fevereiro de 2020 | André Martinelli (BBB 13) | Ação especial: Usaflex                                                   | [ 122 ] |
| 19 de fevereiro de 2020 | Cacau Colucci (BBB 10)    | Ação especial: Usaflex                                                   | [ 122 ] |
| 19 de fevereiro de 2020 | Lia Khey (BBB 10)         | Ação especial: Usaflex                                                   | [ 122 ] |
| 19 de fevereiro de 2020 | Íris Stefanelli (BBB 7)   | Ação especial: Usaflex                                                   | [ 122 ] |
| 21 de fevereiro de 2020 | Ludmilla                  | Festa Favela e Asfalto                                                   | [ 123 ] |
| 27 de março de 2020     | Dennis DJ                 | Festa do Pijama (shows transmitidos por telão aos participantes)         | [ 124 ] |
| 27 de março de 2020     | Atitude 67                | Festa do Pijama (shows transmitidos por telão aos participantes)         | [ 124 ] |
| 27 de março de 2020     | Lexa                      | Festa do Pijama (shows transmitidos por telão aos participantes)         | [ 124 ] |
| 27 de março de 2020     | Pabllo Vittar             | Festa do Pijama (shows transmitidos por telão aos participantes)         | [ 124 ] |
| 1º de abril de 2020     | Maiara & Maraisa          | Festa Top 10 (shows transmitidos por telão aos participantes)            | [ 125 ] |
| 1º de abril de 2020     | Iza                       | Festa Top 10 (shows transmitidos por telão aos participantes)            | [ 125 ] |
| 1º de abril de 2020     | Thiaguinho                | Festa Top 10 (shows transmitidos por telão aos participantes)            | [ 125 ] |
| 1º de abril de 2020     | Vitor Kley                | Festa Top 10 (shows transmitidos por telão aos participantes)            | [ 125 ] |
| 1º de abril de 2020     | Pedro Sampaio             | Festa Top 10 (shows transmitidos por telão aos participantes)            | [ 125 ] |
| 4 de abril de 2020      | Felipe Araújo             | Festa Karaokê (shows transmitidos por telão aos participantes)           | [ 126 ] |
| 4 de abril de 2020      | Dilsinho                  | Festa Karaokê (shows transmitidos por telão aos participantes)           | [ 126 ] |
| 4 de abril de 2020      | Rodrigo Suricato          | Festa Karaokê (shows transmitidos por telão aos participantes)           | [ 126 ] |
| 4 de abril de 2020      | Léo Santana               | Festa Karaokê (shows transmitidos por telão aos participantes)           | [ 126 ] |
| 4 de abril de 2020      | Melim                     | Festa Karaokê (shows transmitidos por telão aos participantes)           | [ 126 ] |
| 4 de abril de 2020      | Kevinho                   | Festa Karaokê (shows transmitidos por telão aos participantes)           | [ 126 ] |
| 8 de abril de 2020      | Claudia Leitte            | Festa Mil e Uma Noites (shows transmitidos por telão aos participantes)  | [ 127 ] |
| 8 de abril de 2020      | Luan Santana              | Festa Mil e Uma Noites (shows transmitidos por telão aos participantes)  | [ 127 ] |
| 8 de abril de 2020      | Seu Jorge                 | Festa Mil e Uma Noites (shows transmitidos por telão aos participantes)  | [ 127 ] |
| 8 de abril de 2020      | Mumuzinho                 | Festa Mil e Uma Noites (shows transmitidos por telão aos participantes)  | [ 127 ] |
| 8 de abril de 2020      | Projota                   | Festa Mil e Uma Noites (shows transmitidos por telão aos participantes)  | [ 127 ] |
| 8 de abril de 2020      | JetLag Music              | Festa Mil e Uma Noites (shows transmitidos por telão aos participantes)  | [ 127 ] |
| 11 de abril de 2020     | Ivete Sangalo             | Festa Luau (shows transmitidos por telão aos participantes)              | [ 128 ] |
| 11 de abril de 2020     | Wesley Safadão            | Festa Luau (shows transmitidos por telão aos participantes)              | [ 128 ] |
| 11 de abril de 2020     | Lagum                     | Festa Luau (shows transmitidos por telão aos participantes)              | [ 128 ] |
| 11 de abril de 2020     | Michel Teló               | Festa Luau (shows transmitidos por telão aos participantes)              | [ 128 ] |
| 11 de abril de 2020     | Zeeba                     | Festa Luau (shows transmitidos por telão aos participantes)              | [ 128 ] |
| 11 de abril de 2020     | Yasmin Santos             | Festa Luau (shows transmitidos por telão aos participantes)              | [ 128 ] |
| 11 de abril de 2020     | Giulia Be                 | Festa Luau (shows transmitidos por telão aos participantes)              | [ 128 ] |
| 11 de abril de 2020     | Duda Beat                 | Festa Luau (shows transmitidos por telão aos participantes)              | [ 128 ] |
| 11 de abril de 2020     | Luísa Sonza               | Festa Luau (shows transmitidos por telão aos participantes)              | [ 128 ] |
| 17 de abril de 2020     | Chitãozinho & Xororó      | Festa Parquinho (shows transmitidos por telão aos participantes)         | [ 129 ] |
| 17 de abril de 2020     | Diogo Nogueira            | Festa Parquinho (shows transmitidos por telão aos participantes)         | [ 129 ] |
| 17 de abril de 2020     | Martin Garrix             | Festa Parquinho (shows transmitidos por telão aos participantes)         | [ 129 ] |
| 17 de abril de 2020     | Carlinhos Brown           | Festa Parquinho (shows transmitidos por telão aos participantes)         | [ 129 ] |
| 17 de abril de 2020     | Gerson King Combo         | Festa Parquinho (shows transmitidos por telão aos participantes)         | [ 129 ] |
| 17 de abril de 2020     | Gilberto Gil              | Festa Parquinho (shows transmitidos por telão aos participantes)         | [ 129 ] |
| 17 de abril de 2020     | Sandra de Sá              | Festa Parquinho (shows transmitidos por telão aos participantes)         | [ 129 ] |
| 22 de abril de 2020     | Dua Lipa                  | Festa Jantar do Mestre (shows transmitidos por telão aos participantes)  | [ 130 ] |
| 22 de abril de 2020     | Marília Mendonça          | Festa Jantar do Mestre (shows transmitidos por telão aos participantes)  | [ 130 ] |
| 22 de abril de 2020     | Jota Quest                | Festa Jantar do Mestre (shows transmitidos por telão aos participantes)  | [ 130 ] |
| 22 de abril de 2020     | Anavitória                | Festa Jantar do Mestre (shows transmitidos por telão aos participantes)  | [ 130 ] |
| 22 de abril de 2020     | Daniela Mercury           | Festa Jantar do Mestre (shows transmitidos por telão aos participantes)  | [ 130 ] |
| 22 de abril de 2020     | César Menotti & Fabiano   | Festa Jantar do Mestre (shows transmitidos por telão aos participantes)  | [ 130 ] |
| 24 de abril de 2020     | Paulo Ricardo             | Festa Retrospectivas (shows transmitidos por telão aos participantes)    | [ 131 ] |
| 24 de abril de 2020     | Anitta                    | Festa Retrospectivas (shows transmitidos por telão aos participantes)    | [ 131 ] |
| 24 de abril de 2020     | Zé Neto & Cristiano       | Festa Retrospectivas (shows transmitidos por telão aos participantes)    | [ 131 ] |
| 24 de abril de 2020     | Preta Gil                 | Festa Retrospectivas (shows transmitidos por telão aos participantes)    | [ 131 ] |
| 24 de abril de 2020     | DJ Marlboro               | Festa Retrospectivas (shows transmitidos por telão aos participantes)    | [ 131 ] |
| 24 de abril de 2020     | MC Marcinho               | Festa Retrospectivas (shows transmitidos por telão aos participantes)    | [ 131 ] |
| 24 de abril de 2020     | MC Koringa                | Festa Retrospectivas (shows transmitidos por telão aos participantes)    | [ 131 ] |
| 24 de abril de 2020     | Buchecha                  | Festa Retrospectivas (shows transmitidos por telão aos participantes)    | [ 131 ] |
| 25 de abril de 2020     | Ivete Sangalo             | Comemoração das finalistas (show transmitido por telão às participantes) | [ 132 ] |

## Participantes
A lista com 18 participantes oficiais foi divulgada no dia 18 de janeiro de 2020, três dias antes da estreia, durante os intervalos da programação da TV Globo. Em 31 de janeiro de 2020, foram revelados mais quatro candidatos, que entraram na Casa de Vidro disputando as duas últimas vagas no jogo. Daniel Lenhardt e Ivy Moraes ganharam as duas últimas vagas do programa ao vencerem disputa popular contra Daniel Caon e Renata Dornelles, respectivamente.
As informações referentes à ocupação dos participantes estão de acordo com o momento em que ingressaram no programa.
| Participante                                                 | Data de Nascimento | Ocupação                               | Origem                         | Resultado                               | Ref.    |
| ------------------------------------------------------------ | ------------------ | -------------------------------------- | ------------------------------ | --------------------------------------- | ------- |
| Thelma Regina Maria dos Santos Assis                         | 18/11/1984         | Médica anestesiologista                | São Paulo, São Paulo           | Vencedora em 27 de abril de 2020        | [ 135 ] |
| Rafaella Freitas Ferreira de Castro Matthaus (Rafa Kalimann) | 02/04/1993         | Influenciadora digital                 | Campina Verde, Minas Gerais    | 2º lugar em 27 de abril de 2020         | [ 136 ] |
| Manoela Latini Gavassi Francisco (Manu)                      | 04/01/1993         | Cantora e atriz                        | São Paulo, São Paulo           | 3º lugar em 27 de abril de 2020         | [ 137 ] |
| Alexandre da Silva Santana (Babu)                            | 10/12/1979         | Ator                                   | Rio de Janeiro, Rio de Janeiro | 17º eliminado em 25 de abril de 2020    | [ 138 ] |
| Mariana Decânio Gonzalez (Mari)                              | 16/02/1994         | Influenciadora digital                 | Salvador, Bahia                | 16ª eliminada em 21 de abril de 2020    | [ 139 ] |
| Ivy Moraes Barbosa                                           | 25/04/1992         | Modelo                                 | Belo Horizonte, Minas Gerais   | 15ª eliminada em 19 de abril de 2020    | [ 140 ] |
| Gizelly Bicalho Abreu                                        | 16/10/1991         | Advogada criminalista                  | Iúna, Espírito Santo           | 14ª eliminada em 14 de abril de 2020    | [ 141 ] |
| Flayslane Raiane Pereira da Silva                            | 19/10/1994         | Cantora                                | Nova Floresta, Paraíba         | 13ª eliminada em 12 de abril de 2020    | [ 142 ] |
| Marcela Olmedo Mc Gowan                                      | 25/11/1988         | Ginecologista e obstetra               | Rancharia, São Paulo           | 12ª eliminada em 7 de abril de 2020     | [ 143 ] |
| Gabriela Piedade Martins (Gabi)                              | 12/12/1996         | Cantora                                | Belo Horizonte, Minas Gerais   | 11ª eliminada em 5 de abril de 2020     | [ 144 ] |
| Felipe Antoniazzi Prior                                      | 18/06/1992         | Arquiteto                              | São Paulo, São Paulo           | 10º eliminado em 31 de março de 2020    | [ 145 ] |
| Daniel Xavier Lenhardt                                       | 29/04/1997         | Ator                                   | Selbach, Rio Grande do Sul     | 9º eliminado em 24 de março de 2020     | [ 146 ] |
| Jaime Young-Lae Cho (Pyong Lee)                              | 23/09/1992         | Hipnólogo                              | São Paulo, São Paulo           | 8º eliminado em 17 de março de 2020     | [ 147 ] |
| Victor Hugo Silva Teixeira                                   | 14/02/1994         | Psicólogo e cientista de saúde pública | Imperatriz, Maranhão           | 7º eliminado em 10 de março de 2020     | [ 148 ] |
| Guilherme Napolitano Camargo Mariotto Pieroni                | 08/03/1991         | Modelo                                 | Presidente Prudente, São Paulo | 6º eliminado em 3 de março de 2020      | [ 149 ] |
| Bianca Andrade da Silva (Boca Rosa)                          | 15/10/1994         | Empresária e influenciadora digital    | Rio de Janeiro, Rio de Janeiro | 5ª eliminada em 25 de fevereiro de 2020 | [ 150 ] |
| Lucas Becker Gallina                                         | 10/04/1993         | Fisioterapeuta                         | Florianópolis, Santa Catarina  | 4º eliminado em 18 de fevereiro de 2020 | [ 151 ] |
| Hadson da Silva Nery                                         | 04/08/1981         | Ex-jogador de futebol                  | Belém, Pará                    | 3º eliminado em 11 de fevereiro de 2020 | [ 152 ] |
| Petrix Stevan Aguiar Barbosa                                 | 05/03/1992         | Atleta de ginástica artística          | São Paulo, São Paulo           | 2º eliminado em 4 de fevereiro de 2020  | [ 153 ] |
| Lucas Yan Cabral Azeredo Chianca (Chumbo)                    | 25/08/1995         | Surfista profissional                  | Saquarema, Rio de Janeiro      | 1º eliminado em 28 de janeiro de 2020   | [ 154 ] |

## Histórico
|                          |                          | Semana 1                    | Semana 2                  | Semana 2                    | Semana 3                    | Semana 4                         | Semana 5                    | Semana 6                       | Semana 7                         | Semana 8                      | Semana 9                    | Semana 10                   | Semana 11                   | Semana 11                      | Semana 12                   | Semana 12                    | Semana 13                   | Semana 13                 | Semana 14                   | Semana 14                 | Votos recebidos |
| Casa de Vidro            | Dia 13                   | Semana 1                    | Dia 74                    | Dia 76                      | Semana 3                    | Semana 4                         | Semana 5                    | Semana 6                       | Semana 7                         | Semana 8                      | Semana 9                    | Semana 10                   | Dia 81                      | Dia 83                         | Dia 88                      | Dia 90                       | Dia 94                      | Final                     |                             |                           | Votos recebidos |
| ------------------------ | ------------------------ | --------------------------- | ------------------------- | --------------------------- | --------------------------- | -------------------------------- | --------------------------- | ------------------------------ | -------------------------------- | ----------------------------- | --------------------------- | --------------------------- | --------------------------- | ------------------------------ | --------------------------- | ---------------------------- | --------------------------- | ------------------------- | --------------------------- | ------------------------- | --------------- |
| Líder                    | Líder                    | Petrix                      | (nenhum)                  | Guilherme                   | Gabi                        | Guilherme                        | Rafa                        | Ivy                            | Pyong                            | Felipe                        | Thelma                      | Gizelly                     | Flayslane                   | Thelma                         | Ivy                         | Manu                         | Mari                        | Rafa                      | (nenhum)                    | (nenhum)                  |                 |
| Anjo                     | Anjo                     | Mari                        | (nenhum)                  | Babu                        | Lucas                       | Victor Hugo                      | Pyong                       | Guilherme                      | Ivy                              | Daniel Ivy                    | Rafa                        | Marcela                     | Gabi                        | (nenhum)                       | (nenhum)                    | (nenhum)                     | (nenhum)                    | (nenhum)                  | (nenhum)                    | (nenhum)                  |                 |
| Imunizado                | Imunizado                | Mari                        | (nenhum)                  | Thelma                      | Lucas                       | Mari                             | Daniel                      | Flayslane                      | Ivy                              | Gizelly                       | Gabi                        | Thelma                      | Rafa                        | (nenhum)                       | (nenhum)                    | (nenhum)                     | (nenhum)                    | (nenhum)                  | (nenhum)                    | (nenhum)                  |                 |
| Big Fone                 | Big Fone                 | (nenhum)                    | (nenhum)                  | Petrix                      | (nenhum)                    | Felipe                           | (nenhum)                    | (nenhum)                       | (nenhum)                         | (nenhum)                      | (nenhum)                    | (nenhum)                    | (nenhum)                    | (nenhum)                       | (nenhum)                    | (nenhum)                     | (nenhum)                    | (nenhum)                  | (nenhum)                    | (nenhum)                  |                 |
| Indicado (Big Fone)      | Indicado (Big Fone)      | (nenhum)                    | (nenhum)                  | Pyong                       | (nenhum)                    | (nenhum)                         | (nenhum)                    | (nenhum)                       | (nenhum)                         | (nenhum)                      | (nenhum)                    | (nenhum)                    | (nenhum)                    | (nenhum)                       | (nenhum)                    | (nenhum)                     | (nenhum)                    | (nenhum)                  | Babu Rafa Thelma            | (nenhum)                  |                 |
| Indicado (Contragolpe)   | Indicado (Contragolpe)   | (nenhum)                    | (nenhum)                  | (nenhum)                    | (nenhum)                    | (nenhum)                         | (nenhum)                    | Gizelly Pyong                  | (nenhum)                         | (nenhum)                      | Ivy                         | Manu                        | Gabi                        | (nenhum)                       | (nenhum)                    | (nenhum)                     | Thelma                      | Babu                      | Babu Rafa Thelma            | (nenhum)                  |                 |
| Indicado (Líder)         | Indicado (Líder)         | Bianca                      | (nenhum)                  | Babu                        | Hadson                      | Lucas                            | Bianca                      | Guilherme                      | Victor Hugo                      | Pyong                         | Flayslane                   | Felipe                      | Thelma                      | Flayslane                      | Thelma                      | Mari                         | Rafa                        | Mari                      | Babu Rafa Thelma            | (nenhum)                  |                 |
| Indicado (Casa)          | Indicado (Casa)          | Chumbo Pyong                | (nenhum)                  | Hadson                      | Felipe Victor Hugo          | Babu Victor Hugo                 | Felipe                      | Felipe                         | Babu                             | Flayslane                     | Felipe                      | Flayslane                   | Babu                        | Babu Marcela                   | Babu Flayslane              | Babu Gizelly                 | Ivy                         | Manu                      | Babu Rafa Thelma            | (nenhum)                  |                 |
| Bate e Volta (Indicados) | Bate e Volta (Indicados) | Chumbo Pyong                | (nenhum)                  | (nenhum)                    | Felipe Victor Hugo          | Babu Marcela Victor Hugo         | (nenhum)                    | Felipe Gizelly Pyong           | (nenhum)                         | Babu Flayslane Rafa           | Daniel Felipe Ivy           | Flayslane Gabi Manu Mari    | (nenhum)                    | (nenhum)                       | (nenhum)                    | (nenhum)                     | (nenhum)                    | (nenhum)                  | (nenhum)                    | (nenhum)                  |                 |
| Bate e Volta (Salvo)     | Bate e Volta (Salvo)     | Pyong                       | (nenhum)                  | (nenhum)                    | Victor Hugo                 | Marcela                          | (nenhum)                    | Felipe                         | (nenhum)                         | Flayslane                     | Felipe                      | Flayslane Gabi              | (nenhum)                    | (nenhum)                       | (nenhum)                    | (nenhum)                     | (nenhum)                    | (nenhum)                  | (nenhum)                    | (nenhum)                  |                 |
|                          |                          |                             |                           |                             |                             |                                  |                             |                                |                                  |                               |                             |                             |                             |                                |                             |                              |                             |                           |                             |                           |                 |
|                          | Thelma                   | Chumbo                      | Casa BBB                  | Hadson                      | Felipe                      | Flayslane                        | Guilherme                   | Felipe                         | Flayslane                        | Daniel                        | Líder                       | Flayslane                   | Mari                        | Líder                          | Flayslane                   | Babu                         | Ivy                         | Manu                      | Paredão                     | Vencedora (Dia 98)        | 7               |
|                          | Rafa                     | Pyong                       | Casa BBB                  | Hadson                      | Victor Hugo                 | Bianca                           | Líder                       | Felipe                         | Flayslane                        | Flayslane                     | Felipe                      | Flayslane                   | Mari                        | Marcela                        | Flayslane                   | Babu                         | Ivy                         | Líder                     | Paredão                     | 2º lugar (Dia 98)         | 7               |
|                          | Manu                     | Pyong                       | Casa BBB                  | Hadson                      | Felipe                      | Babu                             | Felipe                      | Babu                           | Babu                             | Flayslane                     | Felipe                      | Flayslane                   | Mari                        | Ivy                            | Flayslane                   | Líder                        | Ivy                         | Babu                      | Finalista                   | 3º lugar (Dia 98)         | 9               |
|                          | Babu                     | Pyong                       | Casa BBB                  | Hadson                      | Victor Hugo                 | Victor Hugo                      | Pyong                       | Mari                           | Flayslane                        | Mari                          | Ivy                         | Marcela                     | Mari                        | Marcela                        | Gizelly                     | Rafa                         | Ivy                         | Manu                      | Paredão                     | Eliminado (Dia 96)        | 42              |
|                          | Mari                     | Pyong                       | Casa BBB                  | Felipe                      | Felipe                      | Babu                             | Babu                        | Babu                           | Babu                             | Thelma                        | Felipe                      | Rafa                        | Manu                        | Gizelly                        | Manu                        | Gizelly                      | Líder                       | Manu                      | Eliminada (Dia 92)          | Eliminada (Dia 92)        | 15              |
|                          | Ivy                      | Ausente                     | Casa de Vidro             | Ausente                     | Felipe                      | Babu                             | Babu                        | Líder                          | Babu                             | Flayslane                     | Babu                        | Babu                        | Babu                        | Babu                           | Babu                        | Gizelly                      | Thelma                      | Eliminada (Dia 90)        | Eliminada (Dia 90)          | Eliminada (Dia 90)        | 9               |
|                          | Gizelly                  | Chumbo                      | Casa BBB                  | Mari                        | Felipe                      | Babu                             | Felipe                      | Felipe                         | Babu                             | Flayslane                     | Babu                        | Flayslane                   | Babu                        | Mari                           | Babu                        | Ivy                          | Eliminada (Dia 85)          | Eliminada (Dia 85)        | Eliminada (Dia 85)          | Eliminada (Dia 85)        | 9               |
|                          | Flayslane                | Babu                        | Casa BBB                  | Victor Hugo                 | Victor Hugo                 | Victor Hugo                      | Pyong                       | Babu                           | Babu                             | Thelma                        | Gizelly                     | Rafa                        | Babu                        | Rafa                           | Rafa                        | Eliminada (Dia 83)           | Eliminada (Dia 83)          | Eliminada (Dia 83)        | Eliminada (Dia 83)          | Eliminada (Dia 83)        | 22              |
|                          | Marcela                  | Chumbo                      | Casa BBB                  | Hadson                      | Felipe                      | Babu                             | Felipe                      | Felipe                         | Felipe                           | Flayslane                     | Babu                        | Babu                        | Babu                        | Babu                           | Eliminada (Dia 78)          | Eliminada (Dia 78)           | Eliminada (Dia 78)          | Eliminada (Dia 78)        | Eliminada (Dia 78)          | Eliminada (Dia 78)        | 3               |
|                          | Gabi                     | Pyong                       | Casa BBB                  | Hadson                      | Líder                       | Babu                             | Felipe                      | Babu                           | Felipe                           | Flayslane                     | Felipe                      | Babu                        | Babu                        | Eliminada (Dia 76)             | Eliminada (Dia 76)          | Eliminada (Dia 76)           | Eliminada (Dia 76)          | Eliminada (Dia 76)        | Eliminada (Dia 76)          | Eliminada (Dia 76)        | 1               |
|                          | Felipe                   | Pyong                       | Casa BBB                  | Mari                        | Gizelly                     | Victor Hugo                      | Pyong                       | Mari                           | Flayslane                        | Líder                         | Ivy                         | Rafa                        | Eliminado (Dia 71)          | Eliminado (Dia 71)             | Eliminado (Dia 71)          | Eliminado (Dia 71)           | Eliminado (Dia 71)          | Eliminado (Dia 71)        | Eliminado (Dia 71)          | Eliminado (Dia 71)        | 32              |
|                          | Daniel                   | Ausente                     | Casa de Vidro             | Ausente                     | Felipe                      | Babu                             | Felipe                      | Felipe                         | Felipe                           | Flayslane                     | Felipe                      | Eliminado (Dia 64)          | Eliminado (Dia 64)          | Eliminado (Dia 64)             | Eliminado (Dia 64)          | Eliminado (Dia 64)           | Eliminado (Dia 64)          | Eliminado (Dia 64)        | Eliminado (Dia 64)          | Eliminado (Dia 64)        | 2               |
|                          | Pyong                    | Chumbo                      | Casa BBB                  | Hadson                      | Felipe                      | Babu                             | Felipe                      | Felipe                         | Líder                            | Mari                          | Eliminado (Dia 57)          | Eliminado (Dia 57)          | Eliminado (Dia 57)          | Eliminado (Dia 57)             | Eliminado (Dia 57)          | Eliminado (Dia 57)           | Eliminado (Dia 57)          | Eliminado (Dia 57)        | Eliminado (Dia 57)          | Eliminado (Dia 57)        | 18              |
|                          | Victor Hugo              | Pyong                       | Casa BBB                  | Flayslane                   | Felipe                      | Babu                             | Felipe                      | Babu                           | Gizelly                          | Eliminado (Dia 50)            | Eliminado (Dia 50)          | Eliminado (Dia 50)          | Eliminado (Dia 50)          | Eliminado (Dia 50)             | Eliminado (Dia 50)          | Eliminado (Dia 50)           | Eliminado (Dia 50)          | Eliminado (Dia 50)        | Eliminado (Dia 50)          | Eliminado (Dia 50)        | 12              |
|                          | Guilherme                | Manu                        | Casa BBB                  | Líder                       | Thelma                      | Líder                            | Pyong                       | Manu                           | Eliminado (Dia 43)               | Eliminado (Dia 43)            | Eliminado (Dia 43)          | Eliminado (Dia 43)          | Eliminado (Dia 43)          | Eliminado (Dia 43)             | Eliminado (Dia 43)          | Eliminado (Dia 43)           | Eliminado (Dia 43)          | Eliminado (Dia 43)        | Eliminado (Dia 43)          | Eliminado (Dia 43)        | 2               |
|                          | Bianca                   | Pyong                       | Casa BBB                  | Victor Hugo                 | Victor Hugo                 | Victor Hugo                      | Pyong                       | Eliminada (Dia 36)             | Eliminada (Dia 36)               | Eliminada (Dia 36)            | Eliminada (Dia 36)          | Eliminada (Dia 36)          | Eliminada (Dia 36)          | Eliminada (Dia 36)             | Eliminada (Dia 36)          | Eliminada (Dia 36)           | Eliminada (Dia 36)          | Eliminada (Dia 36)        | Eliminada (Dia 36)          | Eliminada (Dia 36)        | 3               |
|                          | Lucas                    | Pyong                       | Casa BBB                  | Mari                        | Victor Hugo                 | Daniel                           | Eliminado (Dia 29)          | Eliminado (Dia 29)             | Eliminado (Dia 29)               | Eliminado (Dia 29)            | Eliminado (Dia 29)          | Eliminado (Dia 29)          | Eliminado (Dia 29)          | Eliminado (Dia 29)             | Eliminado (Dia 29)          | Eliminado (Dia 29)           | Eliminado (Dia 29)          | Eliminado (Dia 29)        | Eliminado (Dia 29)          | Eliminado (Dia 29)        | 1               |
|                          | Hadson                   | Manu                        | Casa BBB                  | Mari                        | Gizelly                     | Eliminado (Dia 22)               | Eliminado (Dia 22)          | Eliminado (Dia 22)             | Eliminado (Dia 22)               | Eliminado (Dia 22)            | Eliminado (Dia 22)          | Eliminado (Dia 22)          | Eliminado (Dia 22)          | Eliminado (Dia 22)             | Eliminado (Dia 22)          | Eliminado (Dia 22)           | Eliminado (Dia 22)          | Eliminado (Dia 22)        | Eliminado (Dia 22)          | Eliminado (Dia 22)        | 9               |
|                          | Petrix                   | Líder                       | Casa BBB                  | Hadson                      | Eliminado (Dia 15)          | Eliminado (Dia 15)               | Eliminado (Dia 15)          | Eliminado (Dia 15)             | Eliminado (Dia 15)               | Eliminado (Dia 15)            | Eliminado (Dia 15)          | Eliminado (Dia 15)          | Eliminado (Dia 15)          | Eliminado (Dia 15)             | Eliminado (Dia 15)          | Eliminado (Dia 15)           | Eliminado (Dia 15)          | Eliminado (Dia 15)        | Eliminado (Dia 15)          | Eliminado (Dia 15)        | 1               |
|                          | Caon                     | Ausente                     | Casa de Vidro             | Eliminado (Casa de Vidro)   | Eliminado (Casa de Vidro)   | Eliminado (Casa de Vidro)        | Eliminado (Casa de Vidro)   | Eliminado (Casa de Vidro)      | Eliminado (Casa de Vidro)        | Eliminado (Casa de Vidro)     | Eliminado (Casa de Vidro)   | Eliminado (Casa de Vidro)   | Eliminado (Casa de Vidro)   | Eliminado (Casa de Vidro)      | Eliminado (Casa de Vidro)   | Eliminado (Casa de Vidro)    | Eliminado (Casa de Vidro)   | Eliminado (Casa de Vidro) | Eliminado (Casa de Vidro)   | Eliminado (Casa de Vidro) | —               |
|                          | Renata                   | Ausente                     | Casa de Vidro             | Eliminada (Casa de Vidro)   | Eliminada (Casa de Vidro)   | Eliminada (Casa de Vidro)        | Eliminada (Casa de Vidro)   | Eliminada (Casa de Vidro)      | Eliminada (Casa de Vidro)        | Eliminada (Casa de Vidro)     | Eliminada (Casa de Vidro)   | Eliminada (Casa de Vidro)   | Eliminada (Casa de Vidro)   | Eliminada (Casa de Vidro)      | Eliminada (Casa de Vidro)   | Eliminada (Casa de Vidro)    | Eliminada (Casa de Vidro)   | Eliminada (Casa de Vidro) | Eliminada (Casa de Vidro)   | Eliminada (Casa de Vidro) | —               |
|                          | Chumbo                   | Pyong                       | Eliminado (Dia 8)         | Eliminado (Dia 8)           | Eliminado (Dia 8)           | Eliminado (Dia 8)                | Eliminado (Dia 8)           | Eliminado (Dia 8)              | Eliminado (Dia 8)                | Eliminado (Dia 8)             | Eliminado (Dia 8)           | Eliminado (Dia 8)           | Eliminado (Dia 8)           | Eliminado (Dia 8)              | Eliminado (Dia 8)           | Eliminado (Dia 8)            | Eliminado (Dia 8)           | Eliminado (Dia 8)         | Eliminado (Dia 8)           | Eliminado (Dia 8)         | 4               |
|                          |                          |                             |                           |                             |                             |                                  |                             |                                |                                  |                               |                             |                             |                             |                                |                             |                              |                             |                           |                             |                           |                 |
| Notas                    | Notas                    | 1, 2, 3                     | 4                         | 5, 6, 7                     | 8, 9, 10, 11                | 12, 13, 14                       | 15, 16                      | 17, 18, 19, 20                 | 21, 22, 23, 24                   | 25, 26, 27                    | 28, 29, 30, 31              | 32, 33, 34, 35              | 36, 37                      | 38, 39                         | 40                          | 41, 42                       | 43, 44                      | 45, 46, 47                | 48, 49, 50                  | 51                        |                 |
| Paredão                  | Paredão                  | Bianca Chumbo               | Ivy Renata                | Babu Hadson Petrix Pyong    | Felipe Hadson               | Babu Lucas Victor Hugo           | Bianca Felipe Flayslane     | Gizelly Guilherme Pyong        | Babu Manu Victor Hugo            | Babu Pyong Rafa               | Daniel Flayslane Ivy        | Felipe Manu Mari            | Babu Gabi Thelma            | Babu Flayslane Marcela         | Babu Flayslane Thelma       | Babu Gizelly Mari            | Ivy Rafa Thelma             | Babu Manu Mari            | Babu Rafa Thelma            | Manu Rafa Thelma          |                 |
| Paredão                  | Paredão                  | Bianca Chumbo               | Caon Daniel               | Babu Hadson Petrix Pyong    | Felipe Hadson               | Babu Lucas Victor Hugo           | Bianca Felipe Flayslane     | Gizelly Guilherme Pyong        | Babu Manu Victor Hugo            | Babu Pyong Rafa               | Daniel Flayslane Ivy        | Felipe Manu Mari            | Babu Gabi Thelma            | Babu Flayslane Marcela         | Babu Flayslane Thelma       | Babu Gizelly Mari            | Ivy Rafa Thelma             | Babu Manu Mari            | Babu Rafa Thelma            | Manu Rafa Thelma          |                 |
| Eliminado                | Eliminado                | Chumbo 75,54% para eliminar | Renata 38,55% para entrar | Petrix 80,27% para eliminar | Hadson 79,71% para eliminar | Lucas 62,62% para eliminar       | Bianca 53,09% para eliminar | Guilherme 56,07% para eliminar | Victor Hugo 85,22% para eliminar | Pyong 51,70% para eliminar    | Daniel 80,82% para eliminar | Felipe 56,73% para eliminar | Gabi 59,61% para eliminar   | Marcela 49,76% para eliminar   | Flayslane 63% para eliminar | Gizelly 54,79% para eliminar | Ivy 74,17% para eliminar    | Mari 54,16% para eliminar | Babu 57,15% para eliminar   | Manu 21,09% para vencer   |                 |
| Eliminado                | Eliminado                | Chumbo 75,54% para eliminar | Caon 41,17% para entrar   | Petrix 80,27% para eliminar | Hadson 79,71% para eliminar | Lucas 62,62% para eliminar       | Bianca 53,09% para eliminar | Guilherme 56,07% para eliminar | Victor Hugo 85,22% para eliminar | Pyong 51,70% para eliminar    | Daniel 80,82% para eliminar | Felipe 56,73% para eliminar | Gabi 59,61% para eliminar   | Marcela 49,76% para eliminar   | Flayslane 63% para eliminar | Gizelly 54,79% para eliminar | Ivy 74,17% para eliminar    | Mari 54,16% para eliminar | Babu 57,15% para eliminar   | Rafa 34,81% para vencer   |                 |
| Outras %                 | Outras %                 | Bianca 24,46% para eliminar | Ivy 61,45% para entrar    | Hadson 18,63% para eliminar | Felipe 20,29% para eliminar | Victor Hugo 36,08% para eliminar | Felipe 29,27% para eliminar | Pyong 43,29% para eliminar     | Manu 10,18% para eliminar        | Babu 47,71% para eliminar     | Ivy 9,64% para eliminar     | Manu 42,51% para eliminar   | Thelma 36,28% para eliminar | Flayslane 49,18% para eliminar | Thelma 36,53% para eliminar | Babu 41,33% para eliminar    | Thelma 19,52% para eliminar | Manu 41,26% para eliminar | Thelma 31,41% para eliminar | Thelma 44,10% para vencer |                 |
| Outras %                 | Outras %                 | Bianca 24,46% para eliminar | Ivy 61,45% para entrar    | Pyong 0,66% para eliminar   | Felipe 20,29% para eliminar | Victor Hugo 36,08% para eliminar | Felipe 29,27% para eliminar | Pyong 43,29% para eliminar     | Manu 10,18% para eliminar        | Babu 47,71% para eliminar     | Ivy 9,64% para eliminar     | Manu 42,51% para eliminar   | Thelma 36,28% para eliminar | Flayslane 49,18% para eliminar | Thelma 36,53% para eliminar | Babu 41,33% para eliminar    | Thelma 19,52% para eliminar | Manu 41,26% para eliminar | Thelma 31,41% para eliminar | Thelma 44,10% para vencer |                 |
| Outras %                 | Outras %                 | Bianca 24,46% para eliminar | Daniel 58,83% para entrar | Babu 1,30% para eliminar    | Felipe 20,29% para eliminar | Flayslane 17,64% para eliminar   | Gizelly 0,64% para eliminar | Babu 4,60% para eliminar       | Rafa 0,59% para eliminar         | Flayslane 9,54% para eliminar | Mari 0,76% para eliminar    | Babu 4,11% para eliminar    | Babu 1,06% para eliminar    | Babu 0,47% para eliminar       | Mari 3,88% para eliminar    | Rafa 6,31% para eliminar     | Babu 4,58% para eliminar    | Rafa 11,44% para eliminar |                             | Thelma 44,10% para vencer |                 |
| Outras %                 | Outras %                 | Bianca 24,46% para eliminar | Daniel 58,83% para entrar | Babu 1,30% para eliminar    | Felipe 20,29% para eliminar | Flayslane 17,64% para eliminar   | Gizelly 0,64% para eliminar | Babu 4,60% para eliminar       | Rafa 0,59% para eliminar         | Flayslane 9,54% para eliminar | Mari 0,76% para eliminar    | Babu 4,11% para eliminar    | Babu 1,06% para eliminar    | Babu 0,47% para eliminar       | Mari 3,88% para eliminar    | Rafa 6,31% para eliminar     | Babu 4,58% para eliminar    | Rafa 11,44% para eliminar | Babu 0,44% para eliminar    | Thelma 44,10% para vencer |                 |
| Votos                    | Votos                    | Não divulgado               | Não divulgado             | Não divulgado               | Não divulgado               | Não divulgado                    | 132.000.000                 | 416.649.126                    | Não divulgado                    | 385.000.000                   | Não divulgado               | 1.532.944.337               | 155.000.000                 | 295.000.000                    | Não divulgado               | 230.000.000                  | Não divulgado               | 359.000.000               | 236.000.000                 | Não divulgado             |                 |

### Legenda
|          | Grupo Pipoca                                |               |                                      | Grupo Camarote |
|          | Entrou na casa depois do início do programa |               | Não chegou a entrar na casa          |                |
| Casa BBB | Entrou diretamente na casa                  | Casa de Vidro | Ficou primeiramente na casa de vidro |                |
|          | O participante deve votar em público        |               | Ficou no Quarto Branco               |                |

### VIP / Xepa
|             | Sem 1 | Sem 21 | Sem 3 | Sem 42 | Sem 5 | Sem 63 | Sem 74 | Sem 8 | Sem 9 | Sem 10 | Sem 11 | Sem 11 | Sem 12 | Sem 12 | Sem 13 | Sem 13 | Sem 145 |
| Dia 73      | Sem 1 | Sem 21 | Sem 3 | Sem 42 | Sem 5 | Sem 63 | Sem 74 | Sem 8 | Sem 9 | Sem 10 | Dia 76 | Dia 81 | Dia 83 | Dia 87 | Dia 90 |        | Sem 145 |
| ----------- | ----- | ------ | ----- | ------ | ----- | ------ | ------ | ----- | ----- | ------ | ------ | ------ | ------ | ------ | ------ | ------ | ------- |
| Thelma      | Xepa  | Xepa   | VIP   | Xepa   | VIP   | Xepa   | VIP    | Xepa  | VIP   | Xepa   | Xepa   | VIP    | Xepa   | VIP    | Xepa   | Xepa   | VIP     |
| Rafa        | VIP   | VIP    | Xepa  | VIP    | VIP   | Xepa   | VIP    | Xepa  | Xepa  | VIP    | Xepa   | VIP    | Xepa   | VIP    | Xepa   | VIP    | VIP     |
| Manu        | VIP   | VIP    | Xepa  | Xepa   | VIP   | Xepa   | VIP    | Xepa  | Xepa  | VIP    | Xepa   | VIP    | Xepa   | VIP    | Xepa   | VIP    | VIP     |
| Babu        | VIP   | Xepa   | VIP   | Xepa   | Xepa  | Xepa   | Xepa   | VIP   | Xepa  | Xepa   | VIP    | Xepa   | Xepa   | VIP    | Xepa   | Xepa   | VIP     |
| Mari        | VIP   | VIP    | Xepa  | VIP    | Xepa  | VIP    | Xepa   | Xepa  | Xepa  | Xepa   | VIP    | Xepa   | VIP    | Xepa   | VIP    | Xepa   |         |
| Ivy         |       | VIP    | VIP   | Xepa   | Xepa  | VIP    | Xepa   | Xepa  | Xepa  | VIP    | VIP    | Xepa   | VIP    | Xepa   | VIP    |        |         |
| Gizelly     | Xepa  | Xepa   | VIP   | Xepa   | VIP   | VIP    | Xepa   | Xepa  | VIP   | VIP    | Xepa   | Xepa   | VIP    | Xepa   |        |        |         |
| Flayslane   | Xepa  | VIP    | VIP   | VIP    | Xepa  | VIP    | Xepa   | Xepa  | Xepa  | Xepa   | VIP    | Xepa   | Xepa   |        |        |        |         |
| Marcela     | Xepa  | Xepa   | VIP   | Xepa   | VIP   | VIP    | Xepa   | Xepa  | VIP   | Xepa   | Xepa   | Xepa   |        |        |        |        |         |
| Gabi        | VIP   | Xepa   | VIP   | VIP    | Xepa  | Xepa   | VIP    | Xepa  | VIP   | Xepa   | Xepa   |        |        |        |        |        |         |
| Felipe      | VIP   | VIP    | Xepa  | Xepa   | Xepa  | Xepa   | Xepa   | VIP   | Xepa  | Xepa   |        |        |        |        |        |        |         |
| Daniel      |       | VIP    | VIP   | Xepa   | Xepa  | VIP    | VIP    | Xepa  | Xepa  |        |        |        |        |        |        |        |         |
| Pyong       | Xepa  | Xepa   | VIP   | VIP    | VIP   | VIP    | VIP    | Xepa  |       |        |        |        |        |        |        |        |         |
| Victor Hugo | Xepa  | VIP    | VIP   | Xepa   | Xepa  | Xepa   | Xepa   |       |       |        |        |        |        |        |        |        |         |
| Guilherme   | VIP   | VIP    | VIP   | VIP    | Xepa  | Xepa   |        |       |       |        |        |        |        |        |        |        |         |
| Bianca      | VIP   | VIP    | Xepa  | VIP    | Xepa  |        |        |       |       |        |        |        |        |        |        |        |         |
| Lucas       | VIP   | VIP    | Xepa  | Xepa   |       |        |        |       |       |        |        |        |        |        |        |        |         |
| Hadson      | Xepa  | VIP    | Xepa  |        |       |        |        |       |       |        |        |        |        |        |        |        |         |
| Petrix      | VIP   | Xepa   |       |        |       |        |        |       |       |        |        |        |        |        |        |        |         |
| Chumbo      | VIP   |        |       |        |       |        |        |       |       |        |        |        |        |        |        |        |         |

- Nota 1: Na semana 2, Daniel e Ivy, vindos da Casa de Vidro, ficaram no VIP durante seus três primeiros dias na casa, até ser feita a nova divisão.
- Nota 2: Na semana 4, Bianca e Flayslane foram transferidas para a Xepa após serem escolhidas por Victor Hugo para cumprirem o castigo do Monstro.[40]
- Nota 3: Na semana 6, Pyong foi transferido para a Xepa após ser escolhido por Guilherme para cumprir o castigo do Monstro ao lado de Manu, que já estava na Xepa.[42]
- Nota 4: Na semana 7, Manu foi transferida para a Xepa após ser escolhida por Felipe para cumprir o castigo do Monstro ao lado dele e de Gizelly, que já estavam na Xepa.[27]
- Nota 5: Na semana 14, todos os participantes ficaram no VIP.[220]

## Classificação geral
| Pos.  | Participante         | Meio de indicação      | % dos votos | Eliminado em |
| ----- | -------------------- | ---------------------- | ----------- | ------------ |
| 1     | Thelma Assis         | Finalista              | 44,10%      | —            |
| 2     | Rafa Kalimann        | Finalista              | 34,81%      | —            |
| 3     | Manu Gavassi         | Finalista              | 21,09%      | —            |
| 4     | Babu Santana         | Prova do Finalista     | 57,15%      | Semana 14    |
| 5     | Mari Gonzalez        | Líder (Rafa)           | 54,16%      | Semana 13    |
| 6     | Ivy Moraes           | Casa (4 votos)         | 74,17%      | Semana 13    |
| 7     | Gizelly Bicalho      | Casa (2 votos)         | 54,79%      | Semana 12    |
| 8     | Flayslane Raiane     | Casa (3 votos)         | 63%         | Semana 12    |
| 9     | Marcela Mc Gowan     | Casa (2 votos)         | 49,76%      | Semana 11    |
| 10    | Gabi Martins         | Contragolpe (Babu)     | 59,61%      | Semana 11    |
| 11    | Felipe Prior         | Líder (Gizelly)        | 56,73%      | Semana 10    |
| 12    | Daniel Lenhardt      | Prova do Líder         | 80,82%      | Semana 9     |
| 13    | Pyong Lee            | Líder (Felipe)         | 51,70%      | Semana 8     |
| 14    | Victor Hugo Teixeira | Líder (Pyong)          | 85,22%      | Semana 7     |
| 15    | Guilherme Napolitano | Líder (Ivy)            | 56,07%      | Semana 6     |
| 16    | Bianca Andrade       | Líder (Rafa)           | 53,09%      | Semana 5     |
| 17    | Lucas Gallina        | Líder (Guilherme)      | 62,62%      | Semana 4     |
| 18    | Hadson Nery          | Líder (Gabi)           | 79,71%      | Semana 3     |
| 19    | Petrix Barbosa       | Poder Surpresa (Pyong) | 80,27%      | Semana 2     |
| 20–21 | Daniel Caon          | Casa de Vidro          | 41,17%      | Semana 2     |
| 20–21 | Renata Dornelles     | Casa de Vidro          | 38,55%      | Semana 2     |
| 22    | Lucas Chumbo         | Casa (4 votos)         | 75,54%      | Semana 1     |

## Audiência
- Os dados são providos pelo IBOPE e se referem ao público da Grande São Paulo.

| Data de transmissão | SEG             | TER             | QUA             | QUI             | SEX             | SÁB             | DOM             | Média semanal |
| ------------------- | --------------- | --------------- | --------------- | --------------- | --------------- | --------------- | --------------- | ------------- |
| 21/01 a 26/01/2020  | —               | 24,9            | 26,0            | 23,9            | 22,8            | 19,9            | 15,3            | 22,1          |
| 27/01 a 02/02/2020  | 27,0            | 23,2            | 24,5            | 23,1            | 22,7            | 22,6            | 17,6            | 23,0          |
| 03/02 a 09/02/2020  | 26,5            | 25,6            | 14,4            | 25,5            | 23,9            | 21,5            | 21,3            | 22,7          |
| 10/02 a 16/02/2020  | 26,1            | 24,5            | 13,9            | 24,1            | 23,3            | 21,7            | 17,9            | 21,6          |
| 17/02 a 23/02/2020  | 26,5            | 25,5            | 12,5            | 25,1            | 24,6            | 23,7            | 18,4            | 22,3          |
| 24/02 a 01/03/2020  | 26,0            | 24,3            | 15,1            | 25,6            | 26,6            | 24,7            | 18,0            | 22,9          |
| 02/03 a 08/03/2020  | 27,2            | 27,5            | 12,6            | 25,7            | 27,2            | 24,7            | 18,6            | 23,4          |
| 09/03 a 15/03/2020  | 28,3            | 27,9            | 15,2            | 28,1            | 27,1            | 25,2            | 20,1            | 24,6          |
| 16/03 a 22/03/2020  | 30,3            | 29,4            | 30,2            | 28,5            | 30,5            | 27,8            | 23,4            | 28,6          |
| 23/03 a 29/03/2020  | 28,6            | 30,6            | 27,3            | 27,0            | 26,7            | 25,7            | 22,4            | 26,9          |
| 30/03 a 05/04/2020  | 28,6            | 31,4            | 29,2            | 27,7            | 29,5            | 24,8            | 24,0            | 27,9          |
| 06/04 a 12/04/2020  | 30,9            | 31,9            | 28,1            | 27,5            | 28,2            | 25,2            | 25,4            | 28,2          |
| 13/04 a 19/04/2020  | 29,1            | 31,0            | 28,8            | 31,0            | 30,1            | 25,4            | 25,0            | 28,6          |
| 20/04 a 26/04/2020  | 29,3            | 32,7            | 30,1            | 30,6            | 26,9            | 27,0            | 19,7            | 28,0          |
| 27/04/2020          | 34,2            | —               | —               | —               | —               | —               | —               | 34,2          |
| Média da edição     | Média da edição | Média da edição | Média da edição | Média da edição | Média da edição | Média da edição | Média da edição | 25,7          |

- Em 2020, cada ponto representou 74,9 mil domicílios ou 203,3 mil pessoas na Grande São Paulo.[338]

## Prêmios e indicações
| Ano  | Prêmio                       | Categoria                              | Indicado              | Resultado | Ref.    |
| ---- | ---------------------------- | -------------------------------------- | --------------------- | --------- | ------- |
| 2020 | Capricho Awards              | Melhor Reality Show                    | Big Brother Brasil 20 | Venceu    | [ 339 ] |
| 2020 | Melhores do Ano NaTelinha    | Melhor Reality Show                    | Big Brother Brasil 20 | Venceu    | [ 340 ] |
| 2020 | MTV Millennial Awards Brasil | Melhor Participante de Reality         | Babu Santana          | Indicado  | [ 341 ] |
| 2020 | Splash Awards                | Melhor Apresentador de Reality Show    | Tiago Leifert         | Indicado  | [ 342 ] |
| 2020 | Splash Awards                | Melhor Humorista                       | Rafael Portugal       | Indicado  | [ 342 ] |
| 2020 | Splash Awards                | Melhor Participante de Reality Show    | Babu Santana          | Indicado  | [ 342 ] |
| 2020 | Splash Awards                | Melhor Participante de Reality Show    | Felipe Prior          | Indicado  | [ 342 ] |
| 2020 | Splash Awards                | Melhor Participante de Reality Show    | Manu Gavassi          | Indicado  | [ 342 ] |
| 2020 | Prêmio Contigo! Online 2020  | Melhor Reality Show                    | Big Brother Brasil 20 | Venceu    | [ 343 ] |
| 2020 | Prêmio Contigo! Online 2020  | Apresentador de TV                     | Tiago Leifert         | Indicado  | [ 343 ] |
| 2020 | Prêmio Área VIP              | Melhor Reality Show                    | Big Brother Brasil 20 | Venceu    | [ 344 ] |
| 2020 | Prêmio Área VIP              | Melhor Apresentador                    | Tiago Leifert         | Indicado  | [ 344 ] |
| 2020 | Prêmio Área VIP              | Melhor Participante de Reality Show    | Felipe Prior          | Indicado  | [ 344 ] |
| 2020 | Prêmio Área VIP              | Melhor Participante de Reality Show    | Pyong Lee             | Indicado  | [ 344 ] |
| 2020 | Prêmio Área VIP              | Melhor Participante de Reality Show    | Thelma Assis          | Indicado  | [ 344 ] |
| 2020 | Prêmio F5                    | Melhor Reality Show                    | Big Brother Brasil 20 | Venceu    | [ 345 ] |
| 2020 | Séries Em Cena Awards        | Melhor Reality Show                    | Big Brother Brasil 20 | Venceu    | [ 346 ] |
| 2020 | Séries Em Cena Awards        | Melhor Participante de Reality Show    | Babu Santana          | Indicado  | [ 346 ] |
| 2020 | Séries Em Cena Awards        | Melhor Participante de Reality Show    | Bianca Andrade        | Indicado  | [ 346 ] |
| 2020 | Séries Em Cena Awards        | Melhor Participante de Reality Show    | Gizelly Bicalho       | Venceu    | [ 346 ] |
| 2020 | Séries Em Cena Awards        | Melhor Participante de Reality Show    | Manu Gavassi          | Indicado  | [ 346 ] |
| 2020 | Séries Em Cena Awards        | Melhor Participante de Reality Show    | Rafa Kalimann         | Indicado  | [ 346 ] |
| 2020 | Séries Em Cena Awards        | Melhor Participante de Reality Show    | Thelma Assis          | Indicado  | [ 346 ] |
| 2021 | Troféu Internet              | Melhor Apresentador de Auditório de TV | Tiago Leifert         | Pendente  | [ 347 ] |
| 2021 | Troféu Internet              | Melhor Reality Show                    | Big Brother Brasil 20 | Pendente  | [ 347 ] |